# Râul Cerna, Crasna
Râul Cerna este un curs de apă, afluent al râului Crasna.

## Hărți
- Harta județului Satu Mare